# Éveil de l'enfant (organisation)
L'Éveil de l'enfant est une organisation initiée par la Fédération sportive et culturelle de France qui concerne l'éducation physique des enfants de moins de six ans en faisant abstraction de toute initiation sportive prématurée. Après un premier essai au début des années 1970 sans autres suites que la constitution d'un matériel adapté, elle se structure véritablement à partir de 1992 pour aboutir au début du XXIe siècle à une activité reconnue avec un projet pédagogique original.

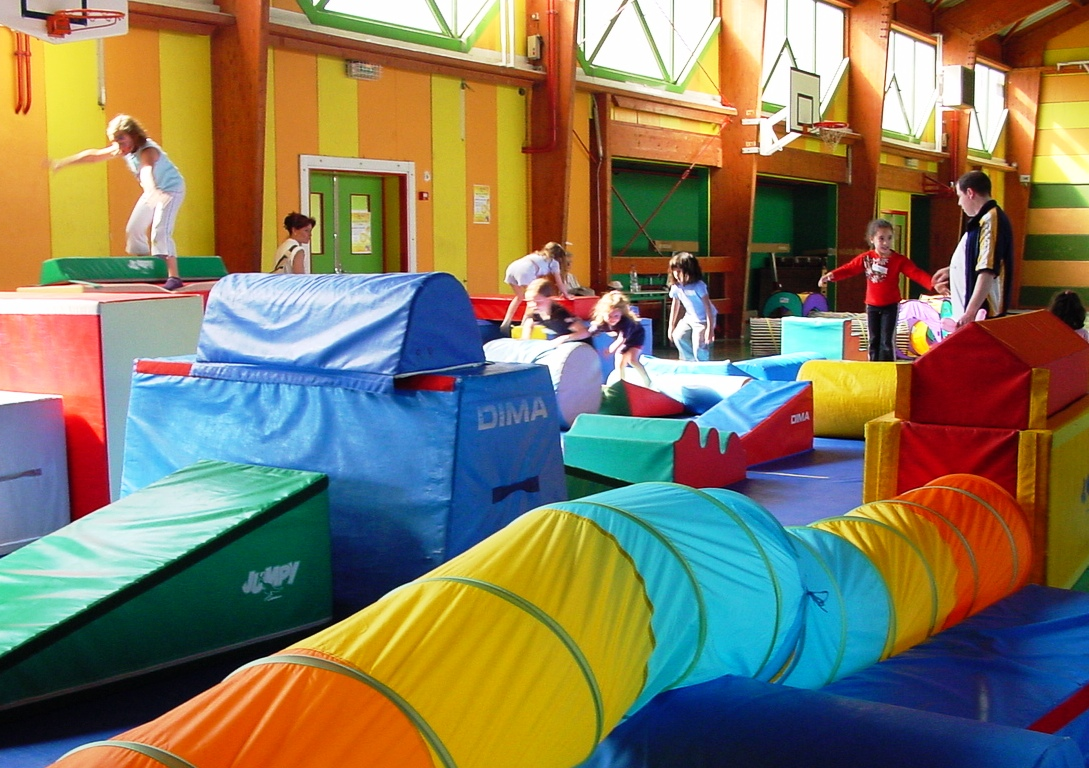
Séance "Éveil de l'enfant" dans une association de la FSCF.

## Origines
Au début des années 1970 le comité directeur de la Fédération sportive et culturelle de France (FSCF), interpellé par ses unions départementales, qui ont identifié un gisement de licences, demande à la commission fédérale de gymnastique, alors composée essentiellement d'enseignants d'éducation physique et sportive (EPS), de consacrer une réflexion à l'éducation gymnique des tout-petits. Alors que les masculins privilégient dès 1963 les parcours gymniques, elle envisage d'autres pistes : l'expérience Mutter und Kind de la fédération allemande DTB retient l'attention tandis que Simone Rojon, vice-présidente férue de Jean Le Boulch, souhaite une réflexion de type psychocinétique et que la piste de l'enseignement programmé soit également explorée pour cette tranche d'âge. En 1972 un programme minimaliste est mis en place dans l'urgence et le bulletin fédéral, Les Jeunes, publie des progressions pédagogiques et des articles généralistes à l'usage des cadres chargées des tout-petits puis met en place une formation spécifique Initiatrices Poussins afin de faire évoluer la question au niveau de l'encadrement. 
La commission s'assure également la collaboration de Jean-Michel Allanic qui imagine un ensemble de modules en mousse facilitant un éveil global et sécurisé de la motricité. Il négocie leur réalisation industrielle par la société Educgym et ces produits sont présentés, démonstrations d'usage à l'appui, lors des championnats fédéraux. Jean-Michel Allanic doit prendre ses distances pour raisons familiales au moment où la commission fédérale, déjà mobilisée par de multiples activités naissantes (gymnastique rythmique et sportive, danse, gymnastique d'entretien et gymnastique du 3e âge), doit faire face au départ de sa présidente en 1976. Les personnes qui se consacrent plus spécifiquement à la gymnastique renoncent et, pour répondre à la commande, la commission se limite à des compétitions classiques à partir de six ans. Le programme élaboré dans le Rhône en 1971 avant d'être adopté reste cependant très modeste et Jean Kolb prend la précaution de souligner dans Les Jeunes qu'il ne doit pas être évalué à l'aune des Jeux olympiques mais le problème des plus jeunes reste entier.

## L'Éveil de l'enfant
Si la commission féminine de gymnastique semble avoir renoncé, la FSCF ne désespère cependant pas et rappelle épisodiquement que la question n'est pas réglée. Les expériences originales poursuivies au niveau des associations sont suivies avec intérêt et pour répondre à la demande un stage de sensibilisation au développement psychomoteur de l'enfant est organisé en 1988, suivi l'année suivante d'un stage maman-bébé. Le premier stage fédéral consacré véritablement à l'éveil de l'enfant se tient à Lyon en mai 1991 et dès l'année suivante 4 stages sont consacrés à la question. Le bulletin fédéral du 30 septembre 1993 se fait largement l'écho du récent festival Au bonheur des mômes destiné aux 3/10 ans. Cet article est suivi de nombreux autres alors que les stages sont en croissance continue et que la commission se structure, non sans entrer parfois en concurrence avec les commissions techniques qui gèrent déjà ces tranches d'âge. Le comité directeur valide alors un projet pédagogique fédéral qui fait de l'éveil de l'enfant la seule activité reconnue à la FSCF avant l'âge de six ans. 

## Contenus et organisation
La réflexion de la commission Éveil de l'enfant bénéficie de l'apport d'une enseignante de l'institut universitaire de formation des maîtres (IUFM) de Cergy, experte reconnue de l'éveil moteur à l'école maternelle, Mireille Quévreux. Celle-ci influence le projet pédagogique qui reprend la sémantique que Pierre Parlebas propose pour classer les activités physiques à partir de trois critères : la présence de partenaires, d'adversaires et l'incertitude liée au milieu. À partir de ces concepts et en exploitant les perfectionnements du matériel conçu lors de la phase précédente, l'Éveil de l'enfant retient quatre domaines d'actions motrices : les actions en environnement stable (parcours gymniques et athlétiques), en environnement incertain (activités aquatiques, de glisse…), d'opposition individuelle (duels physiques ou médiés par raquettes), d'opposition collective (jeux divers) et y ajoute celui de l'expression artistique (peinture, contes…),. De création récente cette activité dynamique souhaite, comme Célestin Freinet, « faire de l'enfant l'acteur de ses apprentissages ».
Afin de se démarquer des baby-gym, baby-basket et autres initiatives commerciales, l'Éveil de l'enfant affine sa spécificité avec un label Enfanc'Éveil dont la délivrance est attachée à quatre critères : le respect des contenus définis précédemment, l'adéquation des locaux et des conditions d'accueil, la qualité de l'encadrement attestée par les diplômes fédéraux et l'affiliation à la FSCF. Bénéficiant de permanents régionaux mis à disposition des associations et d'une aide fédérale spécifique à la formation compte tenu de son originalité et de son intérêt sociétal, l'Éveil de l'enfant se situe actuellement parmi les activités les plus représentatives de la FSCF. La filière de formation fédérale est complète (animateur fédéral 1er, 2e et 3e degré) et retient l'attention de candidats extérieurs à la fédération : dans le cadre du partenariat entre la FSCF et l'Union générale sportive de l'enseignement libre (UGSEL) une formation à l'éveil de l'enfant a été mise en place en 2013 à destination des professeurs des écoles. La demande de reconnaissance d'un certificat de qualification professionnelle (CQP) pour cet encadrement spécifique est envisagée.

## Les présidentes et responsables de la commission Éveil de l'enfant
Depuis 1992 se sont succédé à ce poste : Anne-Marie Duchesne, Anny Sylvestre-Baron, Dominique Barrou, Denise Agenet et Emmanuel Barrou.